# Най-Турс
Полко́вник Фе́ликс Най-Турс — персонаж романа Михаила Булгакова «Белая Гвардия».
В литературоведении воспринимается как персонаж, воплотивший в себе характерный образ русского офицера.

## Создание
Роман «Белая гвардия» был написан Булгаковым в 1922—1924 годах. В конце 1920-х годов автор, делясь своими мыслями с литературоведом Павлом Поповым, так описал причину появления Най-Турса в этом своём произведении:

Най-Турс — образ отдалённый, отвлечённый. Идеал русского офицерства. Каким бы должен был быть в моем представлении русский офицер.
— Соколов Б. В. М. А. Булгаков в жизни и творчестве

## Прототипы персонажа
В среде литературоведов ведётся дискуссия на тему, кто является реальным прототипом полковника Най-Турса. Ряд исследователей (Всеволод Сахаров, Ярослав Тинченко и другие) склоняется к мысли, что прототипом с высокой вероятностью мог являться генерал от кавалерии граф Фёдор Келлер. В пользу этой версии указывается иностранное происхождение фамилии Най-Турса, совпадение описанных в романе ранений реальным ранениям Келлера, полученным в 1905 и 1916 годах, совпадение даты и времени смерти Най-Турса в романе (14 декабря 1918 года, 4 часа дня) и смерти Келлера, а также возможность личного знакомства Булгакова с Келлером во время работы автора в Каменец-Подольском военном госпитале во время Первой мировой войны.
По мнению критика, историка и литературоведа Бориса Соколова, прототипом Най-Турса мог быть Николай Шинкаренко, русский офицер, участник Белого движения (в Добровольческой армии), в эмиграции — литератор (псевдоним Николай Белогорский). Исследователь воспринимает установленным факт, что прототипом авторского «Белградского гусарского полка» (в реальности не существовавшего), в котором Най-Турс командовал эскадроном и получил орден Святого Георгия, у Булгакова являлся 12-й уланский Белгородский полк, в котором служил Шинкаренко. Также Соколов отмечает совпадение обстоятельств гибели Най-Турса и ранения Шинкаренко: оба с пулемётом прикрывали отступление своих сил.
Известен полковник лейб-гвардии Гусарского полка Най-Пум (около 1884 — 21.11.1947), в Первую мировую войну — командир эскадрона. Он был родом из Сиама (Таиланда), приехал в Россию в 1898 году вместе с принцем Чакрабоном, учился в Пажеском корпусе, крестился под именем Николай Николаевич, в 1906 г. принял российское подданство, жил в Киеве, впоследствии женился на Елизавете Ивановне Храповицкой. История брака юной киевлянки Екатерины Десницкой и сиамского принца (а познакомил их Най-Пум в доме Храповицкой) широко освещалась киевскими газетами, и Булгаков вполне мог знать о Най-Пуме.

## Оценки
Борис Соколов пишет, что Най-Турс, как героический образ, выбран Булгаковым не случайно, и по авторской мысли его благородная фигура служит одновременно уроком и укором, и с введением этого белого рыцаря, умирающего за безнадёжное, проигранное дело, в роман Булгакова «приходит тема чести».

### Попытки анализа имени героя
Булгаковым использована несуществующая в реальности фамилия «Най-Турс». Соколов выдвигает гипотезу, что фамилия может быть прочитана как «найт Урс» (англ. knight — рыцарь, лат. urs(us) — медведь), то есть «рыцарь Урс». «Урс, — пишет Соколов,кто — имя одного из героев романа Генрика Сенкевича „Камо грядеши“, раба, действующего как настоящий рыцарь. У Най-Турса распространенное польское имя Феликс (на латыни — „счастливый“), а сам Сенкевич упоминается в „Белой гвардии“, которая даже начинается парафразом начала романа Сенкевича „Огнём и мечом“».

### Слияние образа с другими персонажами
Литературоведами отмечаются параллели между образом Най-Турса и главным героем романа, Алексеем Турбиным, а также командиром мортирного дивизиона полковником Малышевым, выраженной в пьесе «Дни Турбиных». Сам Булгаков отмечал на диспуте в театре Мейерхольда, что персонаж, изображенный в пьесе под именем Алексея Турбина, «есть не кто иной, как полковник Най-Турс, ничего общего в романе с врачом не имеющий». При этом, фактически в пьесе реплики Най-Турса принадлежат полковнику Малышеву. Если в октябре 1926 года, при обработке первой редакции пьесы, которая в то время ещё носила название «Белая гвардия», Най-Турс брал на себя командование, прикрывал не желающего бежать Николку и погибал: сцена соответствовала роману, то в более поздних версиях Булгаков передавал реплики Най-Турса Малышеву, сохраняя в них характерную только для Най-Турса картавость. В заключительной реплике Малышев говорил: «Я умигаю», после чего произносил: «У меня сестга» (в итоге эти слова были Булгаковым вычеркнуты). Но, второй редакции пьесы произошло уже «соединение» Малышева и Турбина. О причинах такого соединения говорил сам Булгаков: «Это произошло опять-таки по чисто театральным и глубоко драматическим соображениям, два или три лица, в том числе и полковник, были соединены в одно…».

## В кино
- Телесериал «Белая гвардия» (2012) — Алексей Серебряков.

## В музыке
- Александр Розенбаум — Романс Най-Турса.